# Herman Jæger
Herman Henrikssøn Jæger, född 4 januari 1886 i Oslo, död där 23 juni 1938, var en norsk litteraturhistoriker.
Herman Jæger var son till Henrik Jæger. Han blev filosofie doktor 1917 med avhandlingen Taine. En tænkerprofil, var bibliotekarie vid universitetsbiblioteket i Oslo 1912–1921, blev docent i jämförande litteraturhistoria 1921 vid universitetet i Oslo, föreläste över engelskt över litteratur från 1926. Jæger publicerade, utom mindre avhandlingar och uppsatser i Edda, Dryden og hans tid (1925). Jæger utgav tillsammans med Didrik Arup Seip en kritisk upplaga av Henrik Wergelands Samlede skrifter.